# Liste des cavités naturelles les plus longues du Jura
La liste des cavités naturelles les plus longues du Jura recense, sous forme de tableau(x), les cavités souterraines naturelles connues dans ce département français, dont le développement est supérieur ou égal à mille mètres.
La communauté spéléologique considère qu'une cavité souterraine naturelle n'existe vraiment qu'à partir du moment où elle est « inventée » c'est-à-dire découverte (ou redécouverte), inventoriée, topographiée et publiée. Bien sûr, la réalité physique d'une cavité naturelle est la plupart du temps bien antérieure à sa découverte par l'homme ; cependant tant qu'elle n'est pas explorée, mesurée et révélée, la cavité naturelle n'appartient pas au domaine de la connaissance partagée.
La liste spéléométrique des 25 plus longues cavités naturelles du Jura (≥ mille mètres) est actualisée à fin décembre 2019.
La plus longue cavité souterraine naturelle répertoriée dans le département du Jura est  « la borne aux Cassots », sur la commune de Nevy-sur-Seille (cf. ligne 1 du tableau ci-dessous).
| \| Histogramme de la répartition des plus longues cavités naturelles du Jura par classe de développement -- Les 25 cavités citées fin 2019 sont réparties en 4 classes de développement -- \| \| \| \| \| \| \| \| \| \| \| \| \| \| \| classe I >= 5 000 m 6 cavité[s] \| classe II >= 2 000 m et < 5 000 m 8 cavités \| classe III >= 1 500 m et < 2 000 m 3 cavités \| classe IV >= 1 000 m et < 1 500 m 8 cavités \| \| |                                 |                                             |                                              |                                             |  |
| Le graphique qui aurait dû être présenté ici ne peut pas être affiché car il utilise l'ancienne extension Graph, désactivée pour des questions de sécurité. Des indications pour créer un nouveau graphique avec la nouvelle extension Chart sont disponibles ici . |                                 |                                             |                                              |                                             |  |
| Histogramme de la répartition des plus longues cavités naturelles du Jura par classe de développement -- Les 25 cavités citées fin 2019 sont réparties en 4 classes de développement -- |                                 |                                             |                                              |                                             |  |
| |                                 |                                             |                                              |                                             |  |
| | classe I >= 5 000 m 6 cavité[s] | classe II >= 2 000 m et < 5 000 m 8 cavités | classe III >= 1 500 m et < 2 000 m 3 cavités | classe IV >= 1 000 m et < 1 500 m 8 cavités |  |

## Cavités du Jura (France) de développement supérieur à5 000 mètres
6 cavités sont recensées dans cette « classe I » au 31 décembre 2019.
| Réf. | Cavité (autres noms)    | Commune                    | Massif ou zone | Coordonnées (WGS 84)        | Développe. (mètres) | Dénivel. (mètres) | Sources ou références                                               | Mise à jour |
| ---- | ----------------------- | -------------------------- | -------------- | --------------------------- | ------------------- | ----------------- | ------------------------------------------------------------------- | ----------- |
| 1    | Borne aux Cassots       | Nevy-sur-Seille            |                | 46° 44′ 11″ N, 5° 38′ 33″ E | +019 072, m         | +0144, m          | Fiche CDS 39 & CDS Jura, Spéléo-club Lédonien & CDS Info Jura n°251 | 2014-11     |
| 2    | Grotte des Planches     | Les Planches-près-Arbois   |                | 46° 52′ 46″ N, 5° 48′ 58″ E | +007 860, m         | +0160, m          | Spéléo magazine n°64, Scialet & Scialet                             | 2008-12     |
| 3    | Gouffre du Champ Mottet | Le Fied, Ladoye-sur-Seille |                |                             | +007 500, m         | +0082, m          | CDS Info Jura n°244, Spelehautjura.com & CDS Info Jura n°298        | 2022-09     |
| 4    | Caborne de Menouille    | Cernon                     |                | 46° 23′ 40″ N, 5° 39′ 00″ E | +006 665, m         | +0157, m          | Fiche CDS 39 & Spelunca n°103                                       | 2013-09     |
| 5    | Grotte des Foules C     | Saint-Claude               |                | 46° 22′ 38″ N, 5° 53′ 45″ E | +006 154, m         | +0353, m          | Fiche CDS 39 & aricia.fr & CDS Info Jura n°244                      | 2013-09     |
| 6    | Caborne de Chambly      | Doucier                    |                | 46° 38′ 43″ N, 5° 48′ 27″ E | +005 817, m         | +0061, m          | CDS Info Jura n°244                                                 | 2013-09     |

## Cavités du Jura (France) de développement compris entre2 000 mètreset4 999 mètres
8 cavités sont recensées dans cette « classe II » au 31 décembre 2019.
| Réf. | Cavité (autres noms)                 | Commune             | Massif ou zone | Coordonnées (WGS 84)         | Développe. (mètres) | Dénivel. (mètres) | Sources ou références                                            | Mise à jour |
| ---- | ------------------------------------ | ------------------- | -------------- | ---------------------------- | ------------------- | ----------------- | ---------------------------------------------------------------- | ----------- |
| 7    | Grotte du Gour Bleu                  | Fontenu             |                | 46° 39′ 42″ N, 5° 48′ 54″ E  | +004 416, m         | +0018, m          | Spéléométrie de la France                                        | 2013-09     |
| 8    | Rivière souterraine de la Châtelaine | Ney                 |                | 46° 43′ 13″ N, 5° 54′ 00″ E  | +004 011, m         | +0061, m          | Fiche CDS 39                                                     | 2013-09     |
| 9    | Gouffre de la Balme                  | La Balme-d'Epy      |                | 46° 22′ 50″ N, 5° 25′ 24″ Eu | +004 010, m         | +0080, m          | Fiche CDS 39                                                     | 2013-09     |
| 10   | Rivière souterraine de la Baume      | Poligny             |                | 46° 50′ 00″ N, 5° 43′ 20″ E  | +003 600, m         | +0032, m          | Fiche CDS 39                                                     | 2013-09     |
| 11   | Grotte de Baume                      | Baume-les-Messieurs |                | 46° 41′ 24″ N, 5° 38′ 12″ E  | +003 100, m         | +0050, m          | CDS Info Jura N°244                                              | 2013-09     |
| 12   | Grotte des Forges                    | Moirans-en-Montagne |                | 46° 25′ 59″ N, 5° 41′ 57″ E  | +002 423, m         | +0046, m          | Fiche CDS 39 & Spéléo dossiers n°39                              | 2013-09     |
| 13   | Grotte de la Douveraine              | La Pesse            |                | 46° 19′ 02″ N, 5° 50′ 07″ E  | +002 300, m         | +0080, m          | juraspeleo.ffspeleo.fr & spelehautjura.com & CDS Info Jura n°244 | 2013-09     |
| 14   | Grotte de la Doye C                  | Les Nans            |                | 46° 47′ 04″ N, 5° 58′ 59″ E  | +002 179, m         | +0061, m          | Fiche CDS 39 & CDS Info Jura n°244                               | 2013-09     |

## Cavités du Jura (France) de développement compris entre1 500 mètreset1 999 mètres
3 cavités sont recensées dans cette « classe III » au 31 décembre 2019.
| Réf. | Cavité (autres noms)  | Commune  | Massif ou zone | Coordonnées (WGS 84)        | Développe. (mètres) | Dénivel. (mètres) | Sources ou références                     | Mise à jour |
| ---- | --------------------- | -------- | -------------- | --------------------------- | ------------------- | ----------------- | ----------------------------------------- | ----------- |
| 15   | Source du Moulin      | Arinthod |                | 46° 23′ 25″ N, 5° 32′ 52″ E | +002 000, m         | +0045, m          | CDS Info Jura n°244                       | 2013-09     |
| 16   | Grotte de Malcheffroy | Macornay |                | 46° 38′ 10″ N, 5° 32′ 31″ E | +001 890, m         | +0031, m          | Spéléo-club Lédonien                      | 2013-09     |
| 17   | Grotte de la Touvière | Coyron   |                | 46° 31′ 10″ N, 5° 42′ 00″ E | +001 581, m         | +0030, m          | CDS Info Jura N°245 & CDS Info Jura n°258 | 2016-01     |

## Cavités du Jura (France) de développement compris entre1 000 mètreset1 499 mètres
8 cavités sont recensées dans cette « classe IV » au 31 décembre 2019.
| Réf. | Cavité (autres noms)      | Commune            | Massif ou zone | Coordonnées (WGS 84)        | Développe. (mètres) | Dénivel. (mètres) | Sources ou références                           | Mise à jour |
| ---- | ------------------------- | ------------------ | -------------- | --------------------------- | ------------------- | ----------------- | ----------------------------------------------- | ----------- |
| 18   | Grotte du Bobignon        | Ladoye-sur-Seille  |                | 46° 45′ 27″ N, 5° 41′ 06″ E | +001 424, m         | +0023, m          | Spéléométrie de la France                       | 2013-09     |
| 19   | Grotte des Brasselettes   | Lavancia-Epercy    |                | 46° 20′ 48″ N, 5° 41′ 38″ E | +001 400, m         | +0106, m          | spelehautjura.com & CDS Info Jura n°244 & n°258 | 2016-01     |
| 20   | Trou des Fenils           | Onoz               |                | 46° 25′ 28″ N, 5° 39′ 47″ E | +001 350, m         | +0030, m          | Spéléométrie de la France                       | 2013-09     |
| 21   | Grotte des Moulins A et B | Septmoncel         |                | 46° 21′ 08″ N, 5° 54′ 23″ E | +001 342, m         | +0108, m          | Fiche CDS 39                                    | 2013-09     |
| 22   | Grotte de Vaucluse F      | Saint-Claude       |                | 46° 24′ 50″ N, 5° 54′ 16″ E | +001 220, m         | +0041, m          | CDS Info Jura n°244                             | 2013-09     |
| 23   | Source de l'Ain           | Conte              |                | 46° 44′ 58″ N, 6° 01′ 24″ E | +001 102, m         | +0124, m          | plongeesout.com & Sous le Plancher n°9          | 2013-09     |
| 24   | Grotte de la Grusse A     | Saint-Claude       |                | 46° 22′ 49″ N, 5° 50′ 39″ E | +001 085, m         | +0092, m          | Fiche CDS 39                                    | 2013-09     |
| 25   | Grotte du Piley           | Clairvaux-les-Lacs |                | 46° 33′ 07″ N, 5° 45′ 59″ E | +001 048, m         | +0010, m          | Spéléométrie de la France                       | 2013-09     |